# 阿尔丹瓦
阿尔丹瓦（法語：Hardinvast，法語發音：[aʁdɛ̃va]）是法国芒什省的一个市镇，属于瑟堡区。

## 地理
阿尔丹瓦（49°34'43"N, 1°38'52"W）面积7.3 平方千米，位于法国诺曼底大区芒什省，该省份为法国西北部沿海省份，西、北、东北三面环大西洋，东起顺时针与卡爾瓦多斯省、奧恩省、马耶讷省和伊勒-维莱讷省接壤。
与阿尔丹瓦接壤的市镇（或旧市镇、城区）包括：马丹瓦、库维尔、圣马丹勒格雷阿尔、锡德维尔、托勒瓦。

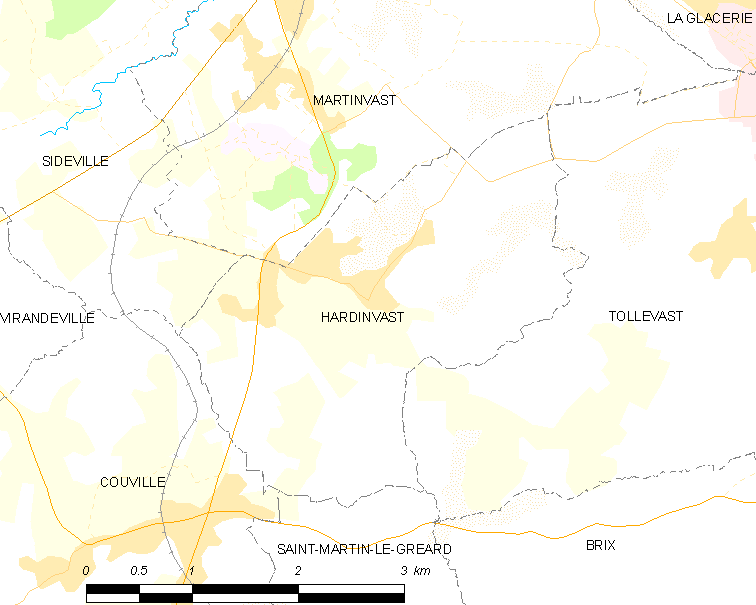
阿尔丹瓦的OSM定位图

阿尔丹瓦的时区为UTC+01:00、UTC+02:00（夏令时）。

## 行政
阿尔丹瓦的邮政编码为50690，INSEE市镇编码为50230。

## 政治
阿尔丹瓦所属的省级选区为科唐坦地区瑟堡第三县。

## 人口

1962-2008年间阿尔丹瓦人口变化图示

阿尔丹瓦于2022年1月1日时的人口数量为924人。